# Tomyris
Tomyris (auch Thamyris, Tamyris oder Tamiris) war eine Königin der südöstlich des Aralsees siedelnden Massageten, gegen die der Perserkönig Kyros II. um 530 v. Chr. einen Feldzug unternahm, aber unterlag und fiel.

## Bedeutung des Namens
Bedeutung und Herkunft des Namens Tomyris werden unterschiedlich abgeleitet. Wahrscheinlich stammt er (wie auch der Name ihres Sohnes Spargapises) aus einem sakischen Dialekt des Altiranischen (*Tahma-rayiš ‚Tapferer Ruhm‘, mit den beiden Elementen tahma- und raya-; vgl. auch Tahmine und Rosta(h)m)). Fraglich hingegen ist eine Ableitung vom alttürkischen bzw. mongolischen temür ‚Eisen‘.

## Bericht des Herodot
Der älteste erhaltene griechische Schriftsteller, Herodot, bietet zu dieser Version über Kyros’ Tod die längste Darstellung. Danach war Tomyris als Witwe die Alleinherrscherin der Massageten. Ihr Reich wollte sich aber Kyros nach seinen zahlreichen früheren Eroberungen auch noch einverleiben. Zunächst versuchte er dies friedlich, indem er um die Hand der Massagetenkönigin anhielt. Nach ihrer Ablehnung zog Kyros gegen sie zu Felde. Als er den Grenzfluss Jaxartes erreichte, übermittelte ihm Tomyris das Angebot, dass er entweder unbehelligt drei Tagesmärsche in ihr Reich vorrücken oder umgekehrt ihr einen ebenso weiten Vormarsch in sein Reich erlauben solle, um dann die Entscheidungsschlacht zu führen. Auf den Rat des angeblich noch lebenden ehemaligen Lyderkönigs Krösus, der sich damit gegen die Meinung der persischen Adligen durchsetzte, drang Kyros mit seinem Heer auf das Territorium der Tomyris vor und lockte ein Drittel ihrer Armee in eine Falle. Die Perser verteidigten nämlich ihr mit Nahrungsmitteln und köstlichen Weinen gut bestücktes Lager absichtlich nur mit einem schwachen Kontingent, das die Massageten leicht besiegen konnten. Diese berauschten sich am Alkohol und konnten so problemlos von der persischen Hauptmacht überrumpelt werden, wobei auch Spargapises, der Sohn der Tomyris, gefangen genommen wurde. Als der Königssohn nach seinem Rausch wieder zu sich kam und auf seinen Wunsch losgebunden wurde, beging er aus Scham sogleich Selbstmord. Noch bevor Tomyris vom Tod ihres Sohnes erfuhr, verlangte sie von Kyros durch Boten seine Freilassung. Falls der Perserkönig dieses Ansinnen ablehnen sollte, drohte sie seine Blutrünstigkeit zu sättigen. Unbeeindruckt davon rüstete sich Kyros indessen zum Kampf gegen die Massagetenkönigin selbst, unterlag aber (an einem von Herodot nicht genauer bezeichneten Platz) und fiel. Den Kopf seiner Leiche ließ Tomyris in einen Schlauch stecken, der voller Menschblut war. Dabei sagte sie, dass sie nun ihre Warnung, ihn mit Blut zu sättigen, erfüllt habe.

## Andere Darstellungen
Die Geschichte über Tomyris und Kyros war im Altertum ziemlich bekannt. Dementsprechend gibt es zahlreiche Berichte anderer Autoren, die alle wesentlich später als Herodot schrieben. Ihre Darstellungen sind auch viel kürzer und mehr oder weniger stark abweichend. Sie dürften auf an Ausführlichkeit mit Herodot vergleichbare, inhaltlich aber von ihm differierende Darstellungen älterer Historiker zurückgehen. Insbesondere lassen alle von Herodot abweichende Berichte Tomyris anstelle von Kyros eine Falle stellen.
So vertauscht der Sammler von Kriegslisten, Polyainos, die Rolle der Massagetenkönigin und des Perserkönigs bei Herodot: Tomyris floh demnach scheinbar vor Kyros und überließ ihr mit Gerichten und Weinen aller Art gefülltes Lager den Persern, um diese nach dem Alkoholkonsum geschwächten Gegner bei Nacht anzugreifen und zu besiegen. Auch nach Frontinus, der ein dem Polyainos vergleichbares Werk herausgab, flüchtete Tomyris absichtlich vor dem Perserkönig, lauerte ihrem Verfolger in einem Engpass auf und tötete ihn.
Iustinus vermengt den Bericht des Herodot mit demjenigen, der Frontinus zugrunde liegt. Danach gestattete Tomyris den Persern den ungehinderten Übergang über den Grenzfluss in der Hoffnung, die ihr vertraute Geographie ihres Heimatlandes zur Wahl eines für die Skythen günstigen Kampfplatzes ausnützen zu können. Wie bei Herodot lockte Kyros dann einen Teil ihres Heeres unter der Führung ihres Sohnes in sein reichgefülltes Lager und machte es nach dem Genuss des Weines nieder. Nun floh Tomyris – ähnlich wie bei Frontinus – nur zum Anschein vor den Persern, überfiel sie in einem Engpass, wo die Skythen auf den umliegenden Hügeln positioniert waren, und tötete angeblich 200.000 persische Soldaten einschließlich des Königs Kyros. Dessen Haupt ließ die Königin – wobei Iustinus wieder Herodot folgt – abschneiden und in einen blutgefüllten Schlauch stecken; dabei sagte sie höhnisch, dass er sich jetzt mit Blut sättigen könne, von dem er in seinem Leben nicht genug bekommen habe. Anders als bei Herodot kamen aber nach Iustinus ausnahmslos alle Perser ums Leben.
Diodor macht – ähnlich wie Iustinus – Tomyris zu einer Skythenkönigin, ohne allerdings ihren Namen anzugeben. Nach ihrem Sieg über die Perser lässt sie Kyros durch Kreuzigung sterben. Dem sizilianischen Geschichtsschreiber dient diese Tat der Tomyris als Beweis, dass skythische Frauen ebenso kriegerisch tüchtig wie die sagenhaften Amazonen waren.
Ganz verdreht ist die Darstellung des im 6. Jahrhundert n. Chr. lebenden gotischen Historikers Jordanes, der sich zwar, wie er selbst sagt, auf Pompeius Trogus (ebenso wie Iustinus) stützt, aber trotzdem Tomyris als Königin der Geten darstellt. Nach ihrem Sieg über Kyros sei sie in den später Kleinskythien genannten Teil Moesiens gegangen und habe dort an der mösischen Küste eine nach ihr benannte Stadt Tomi gegründet.

## Frage der Historizität
Der Historiker Konrat Ziegler hält die Version Herodots noch für die glaubwürdigste, obwohl er sagt, dass generell die Überlieferung über die früheste persische Geschichte ziemlich unzuverlässig zu sein scheint. Es sei auch darauf hingewiesen, dass nach einem erhaltenen Fragment des letzten babylonischen Historikers Berossos, der meist als zuverlässiger als Herodot eingeschätzt wird, Kyros bei einem Feldzug in der Ebene Daas fiel, während er laut Ktesias von Knidos beim Kampf gegen die Derbiker umkam. Auch Herodot betont, dass ihm mehrere Varianten über das Ende des Kyros bekannt seien und er nur die ihm am glaubwürdigsten scheinende erzählen wolle.

## Rezeption im Mittelalter und der Neuzeit

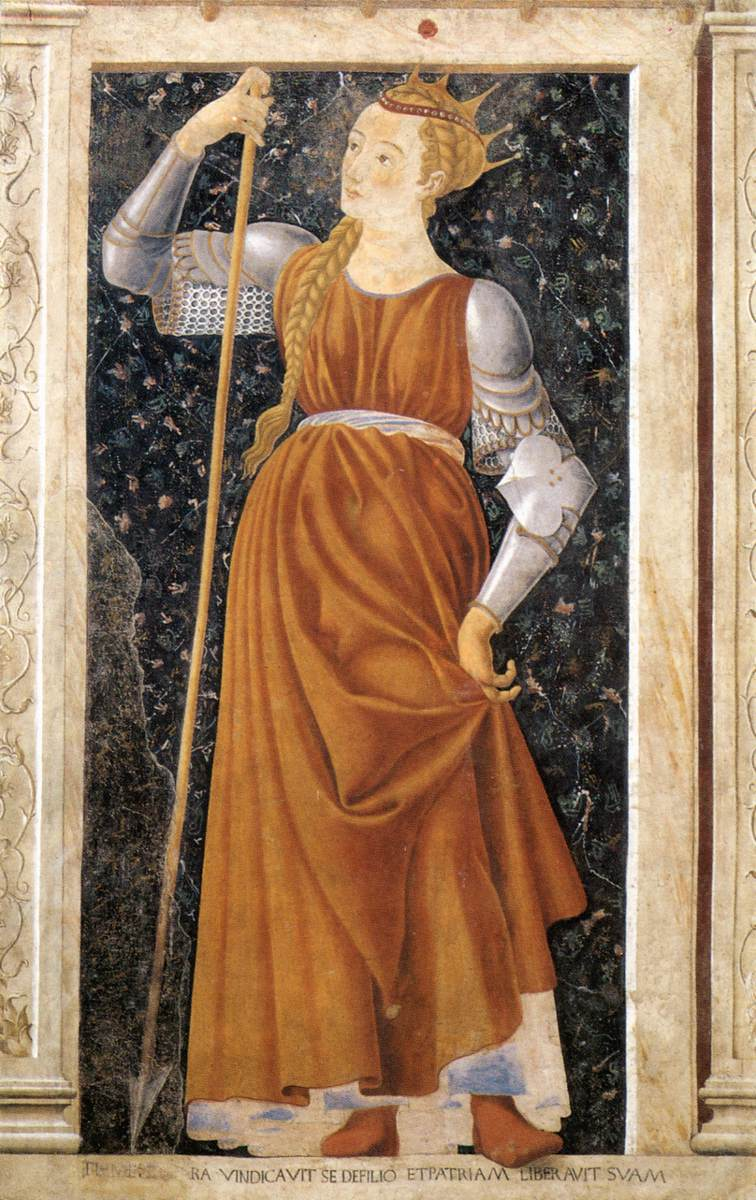
Andrea del Castagno, Königin Tomyris, Fresko auf Holz, 1450

Im Mittelalter war das Schicksal der Tomyris besonders durch die Darstellung des Valerius Maximus bekannt. In der Literatur verarbeiteten diesen Stoff u. a. Giovanni Boccaccio in De claris mulieribus (1356–1364), Christine de Pizan in Epître d’Othéa (1402) und Dante Alighieri in seiner göttlichen Komödie. Das Motiv der sich an Männern rächenden Frauen wird im Speculum humanae salvationis (1324) an einigen Beispielen illustriert, so auch an jenem der Tomyris wie zum Beispiel auch an jenem der biblischen Judith, die Holofernes enthauptet. Einige Gedichte des 14. Jahrhunderts führen eine Neunergruppe von tapferen Frauen (englisch: The Nine Worthy Women, französisch: Neuf Preuses) ein, zu denen auch Tomyris und die legendäre Babylonierkönigin Semiramis gehören. In deutschen Dichtungen gibt es eine ähnliche Gruppe von neun bedeutenden Frauen, darunter etwa die heldenhafte Römerin Lucretia; dort steht aber nicht das Motiv der Tapferkeit, sondern der Keuschheit jener Frauen im Vordergrund. Abweichend von der historischen Überlieferung fasst Tomyris im Drama La Morte de Cyrus von Philippe Quinault (1656) Liebe zum Perserkönig und entleibt sich nach dessen Ermordung selbst. Ein ähnliches Liebesmotiv kommt auch im Roman Artamène ou le Grand Cyrus der französischen Schriftstellerin Madeleine de Scudéry (1649–1653) vor.
In der Musik gibt es einige Opern zum Thema Tomyris, zum Beispiel von A. Vitali (1680).
Das Thema der Neuf Preuses ist in der Darstellenden Kunst des 15. und 16. Jahrhunderts auf etlichen Fresken- und Teppichreihen abgebildet. Ein Schüler von Peter Paul Rubens stellte auf einem Gemälde nach einer Zeichnung seines Lehrers Tomyris mit dem abgeschlagenen Haupt des Perserkönigs dar (1622/23 im Pariser Louvre).
Im Computerspiel Civilization VI ist Tomyris die spielbare Anführerin des Skythenreiches.
Der Asteroid (590) Tomyris ist nach ihr benannt.

## Film
- Im Film Die Legende von Tomiris – Schlacht gegen Persien (Originaltitel: Tomiris) wird Königin Tomyris’ Geschichte bis zum Kampf gegen König Kyros II. filmisch erzählt.[18]

## Musik
- Die großmütige Tomyris, Oper von Reinhard Keiser

## Anmerkungen

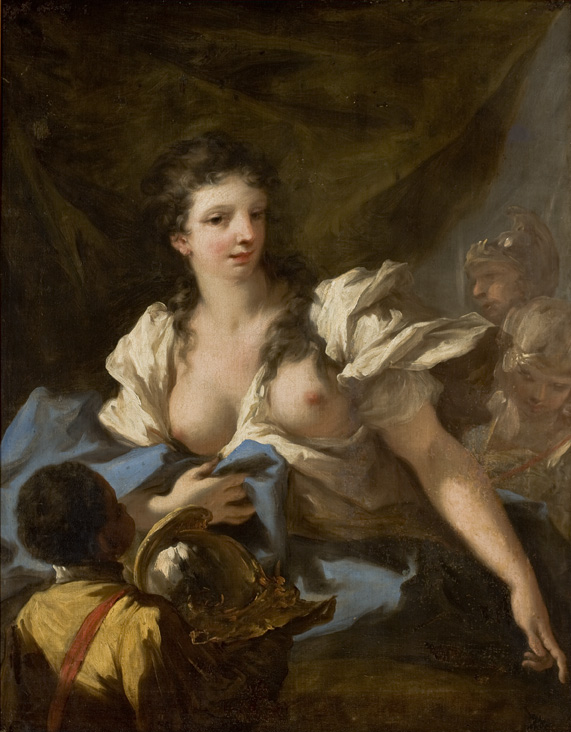
Giovanni Antonio Pellegrini, Die Königin Tomyris, 1708/13